# Dysgraphie
 Mise en garde médicale
La dysgraphie est une difficulté à accomplir les gestes particuliers de l'écriture, contrairement à l'agraphie qui est une perte complète de la capacité à écrire. Ces troubles surviennent indépendamment des capacités à lire et ne sont pas liés à un trouble psychologique. La dysgraphie est un handicap de transcription, ce qui signifie que c'est un trouble graphique associé à des gestes graphiques handicapants, au codage orthographique (orthographe), et au mouvement des doigts lors de l'écriture. La dysgraphie est avant tout un symptôme, qui peut être isolé ou plus souvent, inclus dans le tableau clinique de troubles neurodéveloppementaux : trouble du langage oral, trouble spécifique du langage et des apprentissages, trouble du déficit de l'attention, trouble du spectre de l'autisme ou trouble devéloppemental de la coordinations (DSM-V). Le terme dysgraphie vient des mots grecs dys signifiant « handicap » et graphia « écrire des lettres avec la main. »
Selon le neuropsychiatre français Julian de Ajuriaguerra, est dysgraphique « un enfant chez qui la qualité de l’écriture est déficiente alors qu’aucun déficit neurologique ou intellectuel n’explique cette déficience. »

## Classification
Il existe trois sous-types connus de la dysgraphie : la dysgraphie dyslexique, la dysgraphie motrice et la dysgraphie spatiale. De façon générale, peu d'informations sont disponibles sur ces différents types de dysgraphie. Certains enfants pourraient associer plusieurs de ces sous-types.
La dysgraphie est souvent accompagnée d'autres troubles d'apprentissage comme la dyslexie ou le déficit de l'attention,.
On distingue plusieurs types de dysgraphies :
- les dysgraphies maladroites ;
- les dysgraphies crispées, si l'écriture est raide et le trait tendu ;
- les dysgraphies molles, si l'écriture manque de tenue, notamment avec des lettres irrégulières ;
- les dysgraphies impulsives, si l'enfant écrit vite au détriment de la forme des lettres qui perdent toute structure ;
- les dysgraphies lentes et précises, dans lesquelles, à l'inverse de la dysgraphie impulsive, le patient parvient à écrire correctement en fournissant de très importants efforts qui sont épuisants ; l'écriture est alors excessivement appliquée et précise.

La dysgraphie peut également avoir plusieurs origines :
- une mauvaise tenue du crayon, parfois en raison d'une dyspraxie ;
- des difficultés motrices générales (mauvaise perception du schéma corporel), des problèmes de latéralité ou une mauvaise posture ;
- des difficultés à reproduire les lettres, ce qui s'observe notamment en cas de troubles visuels (difficultés à se positionner dans l'espace) ;
- un handicap visuel (chez l'enfant il s'agit surtout de troubles de la coordination oculomotrice) ;
- la crampe de l'écrivain ;
- des pathologies telles que la maladie de Dupuytren ou de Parkinson ;
- une immaturité psychologique (manque de confiance en soi, problèmes familiaux, etc.) avec la mise en place d'un cercle vicieux qui ralentit voire empêche l'apprentissage de l'écriture ;
- parfois une dyslexie qui s'associe généralement à une dysorthographie (notamment si l'enfant cherche à accélérer le rythme de son écriture) ;
- un traumatisme.

Pour établir le trouble, il faut réaliser un bilan chez un professionnel de santé disposant des tests : orthophoniste, ergothérapeute, psychomotricité, pédiatre ou neurologique. 
La prise en charge est en effet pluridisciplinaire. Elle fait notamment intervenir une logopède ou orthophoniste, un psychomotricien et un ergothérapeute qui collaborent pour traiter la dysgraphie. Suivant l'analyse clinique du professionnel de santé, le traitement consistera à permettre au patient de se relaxer ou de renforcer la force dans les doigts pour parvenir à contrôler ses gestes. Pour cela, on propose : des exercices graphiques et/ou des jeux adaptés.
Il s'agit également de travailler sur les autres points faibles du dysgraphique :
- sa posture ;
- la motricité fine ;
- la tenue du scripteur (stylo, crayon) ;
- la formation des lettres.

L'accent est mis sur la qualité de l'écriture plus que sur sa quantité, afin de valoriser l'enfant et ainsi le remotiver.

## Physiopathologie
Certains travaux ont montré une dépendance entre la force de préhension et de pincement, ou prise clé (pinch) et le contrôle du stylo,.

## Conséquences
La dysgraphie est un trouble qui affecte l’écriture dans son tracé. Elle peut apparaître à l’école primaire ou plus tard à n’importe quel moment de la vie. Chez l’enfant ou l’adolescent elle est souvent à l’origine de l’échec scolaire. Chez l’adulte, l’écriture peut entraîner de grandes difficultés tant dans la vie privée que dans la vie professionnelle. Par contre, la dysgraphie, au même titre que la dyslexie, est reconnue comme handicap par les autorités scolaires de certains pays et peut donner lieu à la possibilité d'aménagements raisonnables comme la possibilité d’utiliser le tiers-temps lors des examens.

## Troubles associés
La dysgraphie est fréquemment associée à la dyslexie et à la dysorthographie rendant les conséquences sur la participation scolaire plus graves. En effet, dans le premier cas, l'enfant se concentre sur les sons à écrire, se crispe parfois et il ne réussit alors pas à développer un geste fluide et automatisé. Dans le deuxième cas, la concentration pour former les lettres est telle que l'enfant ne retient pas ce qu'il écrit, et encode donc moins efficacement l'orthographe des mots écrits.

## Diagnostic
Reprenant les travaux d'Ajuriaguerra et al., l'échelle d’évaluation rapide de l’écriture chez l’enfant (BHK) ou chez l'adolescent (BHK Ado) sont couramment utilisées par les psychomotriciens et les ergothérapeutes. Elles s'inscrivent dans une évaluation globale des compétences pouvant influencer l'écriture au niveau de la qualité et de la vitesse (tonus musculaire, difficulté d'analyse, organisation spatiale sur la feuille,...). Ces bilans sont à réaliser auprès de professionnels paramédicaux diplômé d'état.

## Traitements
Le traitement de la dysgraphie consiste en une rééducation de l'écriture, qui sera à adapter à la fois en fonction du type de dysgraphie présentée par le patient, mais également au patient lui-même.
Plus la rééducation intervient tôt, plus les chances de remédiation durable dans le temps augmentent. À partir de la fin du collège, quand l'écriture est acquise depuis des années, la rééducation est plus complexe et plus dépendante de la motivation intrinsèque de la personne. Si l'écriture reste une activité scolaire problématique, elle peut être compensée par l'utilisation d'un outil informatique (ordinateur ou tablette) pour maintenir un niveau de production écrite correspondant au niveau scolaire du patient.[réf. nécessaire]
Le psychomotricien peut rééduquer la dysgraphie sous toutes ses formes. Il faut travailler sur la décontraction du geste, la posture, la tenue de l’instrument, la forme des lettres, la motricité fine. Le but n’est pas de changer l’écriture de la personne mais de la réconcilier avec l’écrit en lui faisant trouver ou retrouver le plaisir d’écrire.
La rééducation des troubles graphiques (à l'exception du langage écrit) fait partie du champ de compétences du psychomotricien (selon son décret d'acte) qui détient un diplôme d'état, de l'ergothérapeute (selon son Décret d'acte no 88-659 du 6 mai 1988) qui détient un diplôme d'État, et de l'orthophoniste (Décret no 2002-721 du 2 mai 2002 relatif aux actes professionnels et à l'exercice de la profession). Un enfant dysgraphique peut être pris en charge par un psychomotricien ou un ergothérapeute, qui vont évaluer la tâche graphique sous plusieurs modes : évaluation de la composante gestuelle (posture, des coordinations œil main, la qualité du déliement du geste, des coordinations unimanuelles), la composante visuo-spatiale, la composante exécutive (mise en route, alternance et inhibition des paterns (modèles) moteurs automatisés du geste graphique) ainsi que des épreuves multimodales (évaluation de la qualité et quantité/rapidité de l'écriture). Puis, il y a une rééducation en fonction des troubles ciblés par l'évaluation. L'ergothérapeute peut décider de mettre en place une ou des compensation(s) : même si l'enfant acquiert une écriture fonctionnelle à l'issue de la rééducation, elle peut ne pas répondre aux exigences scolaires en termes de lisibilité ou de rapidité et nécessite une compensation en mettant en place l'outil informatique. L'orientation vers l'un ou l'autre de ces professionnels dépendra des objectifs de prise en charge. Enfin l'avénement des tablettes digitales accompagnés de stylets, permet depuis quelques années une façon complémentaire d'analyser et de prendre en charge les difficultés d'écriture. En effet, les tablettes permettent de capturer la dynamique de l'écriture (vitesse, pression, accélération, inclinaison du stylet...) ce qui est très difficile à faire sur papier. Ces informations dynamiques offrent de nouvelles perspectives pour non seulement analyser l'écriture, mais aussi pour que l'enfant puisse travailler les aspects fondamentaux de l'écriture (contrôle de la pression, dextérité digitale, tremblement...).
Une approche pédagogique est également possible et souvent profitable, en particulier lorsque la dysgraphie n'est pas associée à une dyspraxie importante. Appelée graphopédagogie, elle propose un entraînement régulier afin d'automatiser un geste d'écriture efficace. Elle peut se pratiquer à tout âge. Cette pratique ne dispose d'aucun encadrement réglementaire, ni dans le contenu de la formation, ni dans l'exercice professionnel. Une vigilance est donc de rigueur pour recourir à ce type d'approche.
Lorsque le patient utilise une compensation (ordinateur en classe, par exemple), la graphopédagogie et les professionnels de santé précédemment cités, peuvent permettre de restaurer une écriture manuscrite partielle, pour que la personne ait à sa disposition plusieurs modalités de prises de notes.

## Aménagements raisonnables
Liste non-exhaustive d'aménagements envisageables avec un enfant dysgraphique lors des évaluations à l'école  :

- Informer l’élève et ses tuteurs des évaluations suffisamment à l’avance et ne pas hésiter à le lui rappeler

- Accorder du temps supplémentaire lors des interrogations et des examens.
- Accepter l’utilisation d’un Time-Timer (compte à rebours permettant de visualiser rapidement le temps qui reste) s’il peut être utile à l’élève. L’application “Visual Timer” peut également être utilisée si aucun Time-Timer n’est présent en classe.

- Indiquer la répartition de la cotation des points avant le début de l’épreuve.

- Fournir les leçons complètes typographiées et numérotées.

- Éviter les feuilles d’évaluation en format petits carreaux (0,5 × 0,5 cm). Préférer les supports lignés, format commercial ou carreaux d'1 cm de côté. Permettre à l’élève de choisir le type de papier qu’il préfère.
- Être tolérant et ne pas pénaliser les titres non soulignés, certaines abréviations utilisées et les manques au niveau de la ponctuation.

- Coter l’orthographe avec bienveillance en utilisant une cote distincte et en ne comptabilisant pas plusieurs fois le même type d’erreurs.

- Accepter une version « brouillon » comme version finale lors des évaluations.
- Si la dysgraphie est établie par un professionnel de santé, l’élève doit bénéficier d’un tiers temps dans le cadre d'un plan d'accompagnement personnalisé (PAP)

Outils numériques envisageables :
- Ordinateur
- Scanner portatif
- Reconnaissance vocale (Dspeech, Claroread)
- Mâcheur de mots : Chewingword
- Applications pour apprendre à taper (Taptouche, Typing club, Apprenticlavier, Tuxtype, Paralphabet, Tapevite)
- Cahier numérique : OneNote, Word avec Studys ou RubanErgo74, CantooScribe
- Tablette tactile
- Logiciels d’aide à l’écriture (prédicteurs de mots, correcteurs orthographiques, correcteurs grammaticaux, etc.)
- , etc.

L’utilisation des outils numériques proposés réduira les contraintes liées au trouble de l’apprenant. En palliant son trouble, l'élève compensera son désavantage pour se concentrer sur le travail scolaire attendu. Dès lors, l’élève aura la possibilité de “faire ses preuves” et pourra profiter d’une évaluation basée uniquement sur ses compétences réelles et non pénalisées par son trouble.